# Hi Diddle Diddle
Hi Diddle Diddle – amerykański film fabularny z 1943 roku w reżyserii Andrew L. Stone’a.

## Obsada
- Adolphe Menjou – pułkownik Hector Phyffe
- Martha Scott – Janie Prescott Phyffe
- Pola Negri – Genya Smetana
- Dennis O’Keefe – Sonny Phyffe
- Billie Burke – Liza Prescott
- Walter Kingsford – senator Jummy Simpson
- Barton Hepburn – Peter Warrington III
- Georges Metaxa – Tony Spinelli
- Eddie Marr – Michael Angelo (krupier)
- Paul Porcasi – impresario
- Bert Roach – mąż (taksówkarz)
- Chick Chandler – Saunders (kierowca Hectora)
- Lorraine Miller – przyjaciółka reżysera
- Marek Windheim – pianista
- Richard Hageman – Boughton
- Ellen Lowe – Flory (pokojówka)
- Barry Macollum – Angus (kasjer w klubie)
- Joe Devlin – Dan Hannigan (barman)
- Hal K. Dawson – dr Agnew (minister)
- Andrew Tombes – Mike (portier)
- Byron Foulger – Watson (pracownik firmy brokerskiej)
- Ann Hunter – Sandra
- June Havoc – Leslie Quayle